# Russula atropurpurea
Russula atropurpurea là một loài nấm ăn được trong chi Russula. Nó có màu tía và mọc trên các cây lá rụng, hoặc đôi khi trên các cây lá kim.